# 井川千也
井川 千也（いかわ ちや、1966年〈昭和41年〉3月27日 - ）は、奈良県出身で元南日本放送（MBC）の女性アナウンサー。

## 略歴
奈良県奈良市出身。関西外国語短期大学英米語学科卒業。1986年（昭和61年）4月1日、MBC南日本放送に入社。
MBCテレビの『MBCてれび通り』では中継で出演。『5時からテレビ』ではMBCアナウンサーの城光寺剛と組み番組を進行したほか、様々なテレビ番組やラジオ番組に出演。1992年（平成4年）3月29日にMBC南日本放送を退職。フリーアナウンサーの模様。
ニックネームは「ちやちゃん」。名前の漢字が千也と書くため男性と間違われるが、女性である。
入社時の身長は162センチメートルで、当時はテレビ出演と男性が苦手であり、朝市で食べ物を購入することとカメラが趣味であった。失敗もよくあったが、気にしていたら立ち直れないので、いちいち覚えていないという一面もあった。

## 担当番組

### 南日本放送在籍時代
テレビ
- 5時からテレビ（1989年11月6日 - 1990年6月）
- ザ・ベストテン（追っかけウーマン）
- 風雲!たけし城（第116回『冬の陣III』地区予選（鹿児島の陣）レポーター）

ラジオ
- うまか情報局[1]
- 夜の城山スズメ（1987年10月 - 1988年3月）
- 城山スズメ（1990年10月 - 1992年3月、日曜日パーソナリティ）